# Тетерятник Ганна Костянтинівна
Тетерятник Ганна Костянтинівна — український науковець, доктор юридичних наук, професор, завідувач кафедри кримінального процесу та криміналістики Одеського державного університету внутрішніх справ.

## Життєпис

### Здобуття вищої освіти
У 2006 р. закінчила Донецький юридичний інститут Луганського державного університету внутрішніх справ імені Едуарда Дідоренка за спеціальністю «Правознавство», здобула кваліфікацію «юрист».
У 2018 році закінчила Державний заклад «Південноукраїнський національний педагогічний університет імені К. Д. Ушинського», кваліфікація магістр, спеціальність — середня освіта, спеціалізація — мова і література, освітня програма — середня освіта (мова і література (англійська), професійна кваліфікація — філолог, викладач (англ.) і світової літератури.

## Наукова діяльність
Тетерятник Г. К. є заступником голови спеціалізованої вченої ради з присудження наукового ступеня доктора наук Д 41.884.04, членом спеціалізованої вченої ради з присудження наукового ступеня доктора наук СРД 41.884.02, членом редколегії фахового журналу «Південноукраїнський правничий часопис», «Юридичний бюлетень», «Науковий вісник Київського інституту Національної гвардії України», експертом Національного фонду досліджень України, членом Координаційного бюро з проблем кримінального процесу НАПрН України, Центру українсько-європейського наукового співробітництва. Очолює наукову школу «Сучасні тенденції розвитку теорії та практики кримінального процесу».

## Нагороди та відзнаки
- Премія Верховної ради України для молодих вчених за 2022 рік (постанова ВРУ від 01.12.2023 року № 10309)

- Стипендія Кабінету Міністрів України за 2023 рік (призначено з грудня 2023 року терміном на 2 роки)

- Нагрудний знак  МВС України «За відзнаку» в службі І ступеня

- Нагрудний знак  МВС України «За відзнаку» в службі ІІ ступеня

- Грамота МВС України

- За підсумками 2021 року стала переможцем конкурсу університету «Кращий науковець року»

- У 2022 році стала переможцем конкурсу «Молодий вчений року», який проводився Радою молодих вчених при Міністерстві освіти і науки у двох номінаціях: «Молодий вчений року» та «Монографія (від 1 до  3-х авторів)». Монографія Тетерятник Г. К. посіла 2-ге місце у конкурсі МВС України на кращу наукову, науково-технічну та профорієнтаційну продукцію в апараті МВС, територіальних органах, закладах, установах і на підприємствах, що належать до сфери управління Міністерства внутрішніх справ України, а також 3-тє місце у Всеукраїнському конкурсі на краще правниче видання.